# Bruant de Baird
Centronyx bairdii
Espèce
Répartition géographique
- Aire de nidification
- Aire d'hivernage

Statut de conservation UICN

 LC  : Préoccupation mineure
Le Bruant de Baird (Centronyx bairdii) est une espèce de passereau appartenant à la famille des Passerellidae. Son nom commémore Spencer Fullerton Baird (1823-1887).

## Répartition et habitat
On le trouve au Canada, aux États-Unis et au Mexique. C'est une espèce vivant dans les prairies.